# Rocca di Vicopisano
La Rocca di Vicopisano, conosciuta anche come Rocca del Brunelleschi, si trova nell'omonimo comune, nella proprietà di Villa Fehr.

## Storia
La prima citazione ufficiale di una fortificazione (castellum/castrum Auseris Sala, poi Auserissola) a Vicopisano è datata al 975, ma data la sua posizione strategica, alla confluenza del ramo navigabile del Serchio (l'Auser, antico corso del fiume) e l'Arno, è probabile che l'incastellamento possa risalire almeno ad epoca precedente e che sia da far risalire all'iniziativa di una famiglia comitale, gli Obertenghi, che cominciarono a disfarsi dei loro possedimenti in zona alla fine del X sec, cedendo beni e diritti a vari enti ecclesiastici.
Nel 1138 il castello di Vicopisano era definitivamente sotto la giurisdizione del vescovo di Pisa che dovette domare la rivolta degli abitanti della città che si stava sviluppando intorno al castello, supportato nell'azione repressiva dai magistrati della Repubblica di Pisa. Da questa epoca Vico appare nei documenti come "castello" : il borgo a Riale sviluppatosi sulle pendici settentrionali del colle in prossimità del torrente Riale e il borgo Maggiore, sorto sulle pendici meridionali in prossimità del rio Maggiore, erano circondati da mura. Nel Duecento Vicopisano fu un insediamento rilevante importanza per Pisa, baluardo di difesa dagli attacchi degli eserciti fiorentini, lucchesi e delle città guelfe della Toscana in lega contro Pisa ghibellina.

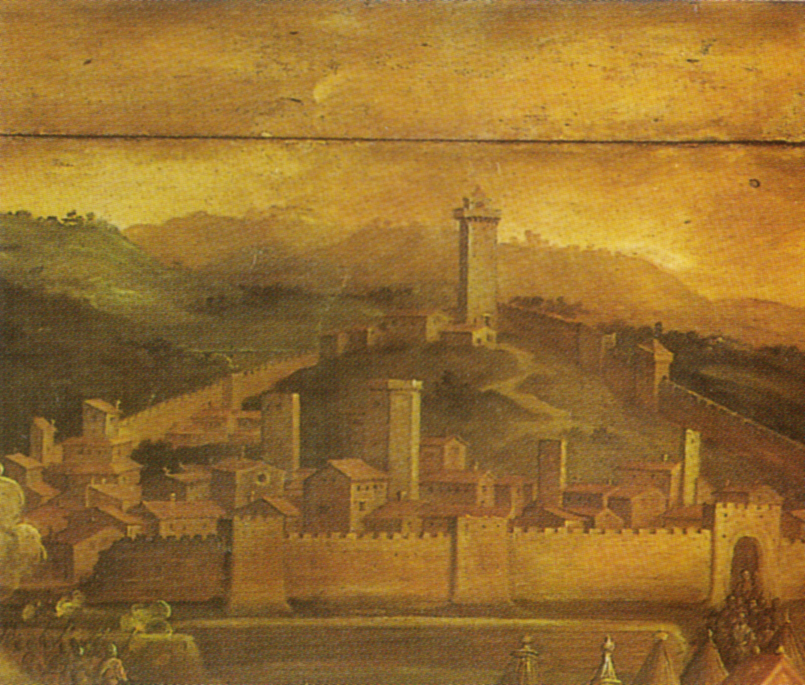
Vasari e Stradano, Presa di Vicopisano (dettaglio, 1563-1565), Salone dei Cinquecento, Palazzo Vecchio, Firenze

Intorno al 1330 la Repubblica Pisana edificò ai piedi del colle, nell'area dove attualmente sorge il Municipio, che ingloba parte di queste fortificazioni, una Rocca, mentre sulla parte alta del colle il più antico castello permaneva come possesso dell'arcivescovo di Pisa. 
Nel 1406 Vicopisano venne assediata dai Fiorentini per otto mesi, finché, il 14 luglio, il castello cadde per fame. Durante l'assedio i fiorentini usarono anche una galera trasportata da Firenze via terra con i buoi fino al lago di Sesto (chiamato anche padule di Bientina); dal lago la galera raggiunse l'Arno attraverso il Serchio emissario la Serezza; così i fiorentini poterono colpire Vico con le bombarde anche dalla parte del fiume Arno che all'epoca scorreva sotto le mura orientali della fortificazione. La caduta di Vicopisano fu il preludio alla conquista di Pisa, il 9 ottobre dello stesso anno. Alla ripresa del conflitto tra il ducato di Milano e l Comune di Firenze, all'indomani dell'occupazione di Lucca da parte degli eserciti di Filippo Maria Visconti, Firenze incaricò il più celebre architetto cittadino dell'epoca, Filippo Brunelleschi, di trasformare in fortezza l'intero organismo urbano di Vicopisano. I lavori, iniziati nel 1435, si conclusero nel 1440.
In conseguenza della discesa in Italia di Carlo VIII re di Francia, nel 1495 Pisa e il suo contado si ribellarono ai Fiorentini, scacciando i militari di presidio e resistendo ai tentativi di riconquista fino al 1498: in quella data Vicopisano che con Pisa era presidiata dall'esercito della Serenissima Repubblica di Venezia, venne ripresa dal capitano Paolo Vitelli (Giorgio Vasari ci ha dato una magistrale celebrazione dell'evento nella tavola della presa di Vico collocata nel soffitto del Salone dei Cinquecento di palazzo Vecchio a Firenze. Dal momento della riconquista diventò la base delle operazioni per la caduta di Pisa e il palazzo dei Vicari sul primo livello della Rocca dovette ospitare nel 1503 Leonardo da Vinci, incaricato da Firenze di elaborare piani per la caduta di Pisa (la carte disegnate da Leonardo in questo frangente sono oggi conservate ad Oxford e Madrid); qui Leonardo concepì la deviazione dell'Arno sullo Stagno, antico porto pisano, per dare a Firenze uno sbocco al mare indipendente da Pisa. L'operazione al suo compimento si rivelò catastrofica.
Nel successivo periodo mediceo, tra il 1560 e il 1570, con la rettifica dell'Arno voluta da Cosimo dei Medici, Vicopisano, separata per sempre dal corso del fiume, divenne un centro di marginale importanza. Verso la fine del 1600 il governo, mantenendo la proprietà del primo livello della Rocca, alienò i livelli superiori. A comprare il secondo livello della Rocca fu l'Ordine dei Francescani. Sul secondo livello venne quindi edificata una chiesa dedicata a San Francesco con annesso convento. Il convento, soppresso nel 1700 venne acquistato dalla famiglia svizzera Fehr Walser, coinvolta nei commerci del porto di Livorno, venne quindi trasformato in fattoria; in seguito, su progetto dell'architetto Bellincioni, la chiesa fu trasformata in villa e l'area circostante prese le forme di un parco romantico nel quale il Cassero e il Maschio della rocca brunelleschiana costituivano un elemento fascinoso. Intorno al 1870 i proprietari intrapresero un'azione di restauro del complesso senza modificare nessuna parte della struttura. Nel 1944, durante il passaggio del fronte, l'esercito tedesco provvedeva a minare decine di torri e campanili lungo l'Arno, da Firenze alla foce eliminare dal paesaggio riferimenti per le artiglierie degli Alleati attestati nell'area delle Colline Pisane; nell'occasione un decreto di protezione del governo svizzero salvò il Maschio della Rocca dalla distruzione; la bandiera svizzera che sventolava sulla cima della grande torre e quella che era issata su pennone davanti alla villa preservarono Vico anche dal cannoneggiamento americano. Nel dopoguerra la famiglia Fehr acquisiva anche la proprietà del Soccorso e della torre del Brunelleschi che lo conclude, progettando il recupero di tutto il complesso. Nel 1997 si completava il restauro della Rocca fortemente voluto da Carlo Fehr. Oggi il complesso, compreso nell'area della. villa Fehr, è aperto al pubblico con visite guidate. 

## Descrizione

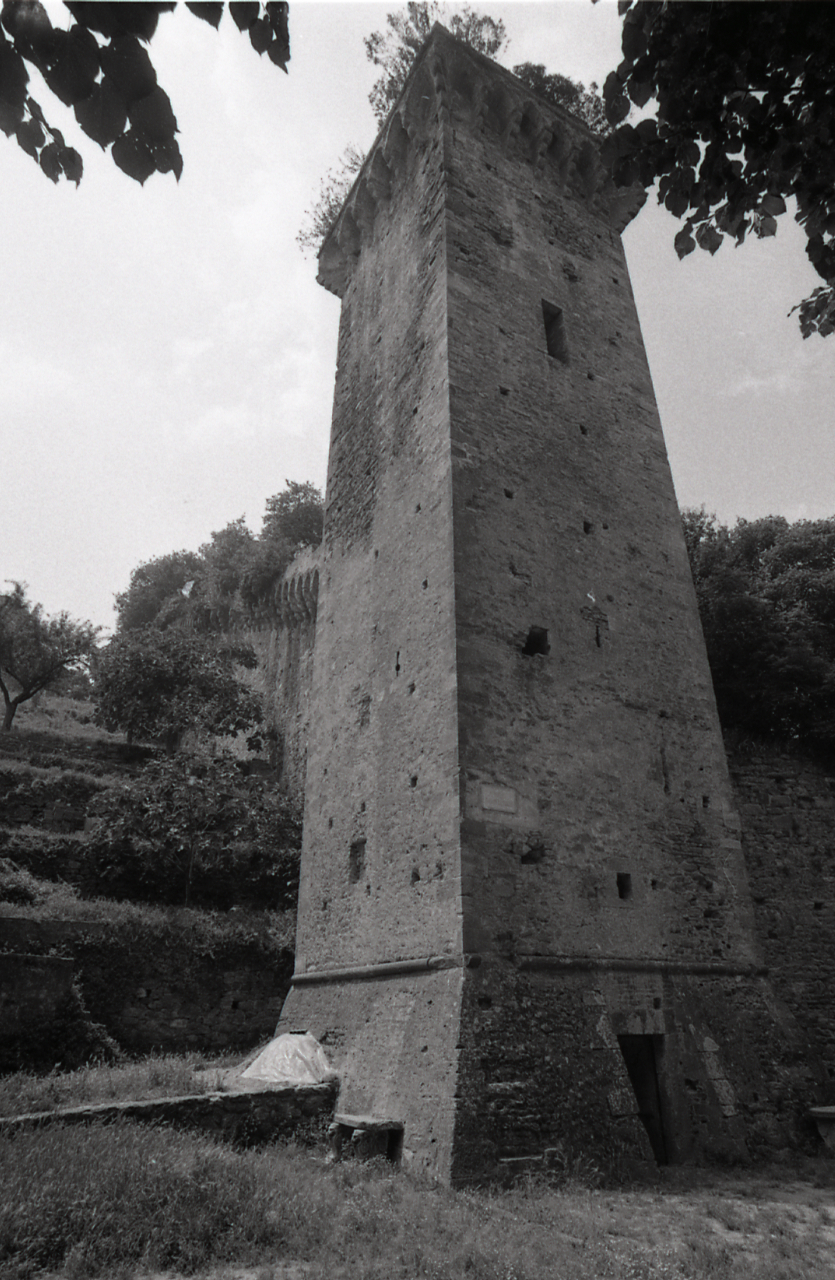
La Torre del Soccorso in una foto di Paolo Monti del 1975

La rocca è composta da un mastio con i lati lunghi circa 15 metri e una torre angolare nel punto più alto dell'abitato, alta 31 metri; una muraglia collega il mastio con una delle torri delle mura, la Torre dei Silvatici. Tramite un muraglione lungo settanta metri si poteva raggiungere la Torre del Soccorso, alla base del colle di Vicopisano, la quale era in comunicazione con l'Arno in modo da poter ricevere aiuti durante gli assedi. La cerchia vera e propria ai piedi della collina è fortificata da torri a base circolare e quadrata, ma ne resta solo il tratto settentrionale. Anticamente nella muraglia di collegamento si apriva un ponte levatoio. Il mastio, dove abitavano il comandante e le sentinelle, ha al suo interno ambienti originali del Quattrocento su sei livelli.
L'insieme, che sfrutta al meglio la conformazione del terreno, compone un compatto sistema difensivo, tra gli esempi più interessanti dell'architettura militare fiorentina della prima metà del XV secolo. È sempre possibile per chi difende la rocca, ad esempio, ritirarsi in una posizione vantaggiosa per colpire gli assalitori. Cisterne e magazzini garantivano i mezzi per assedi prolungati.

## Galleria d'immagini

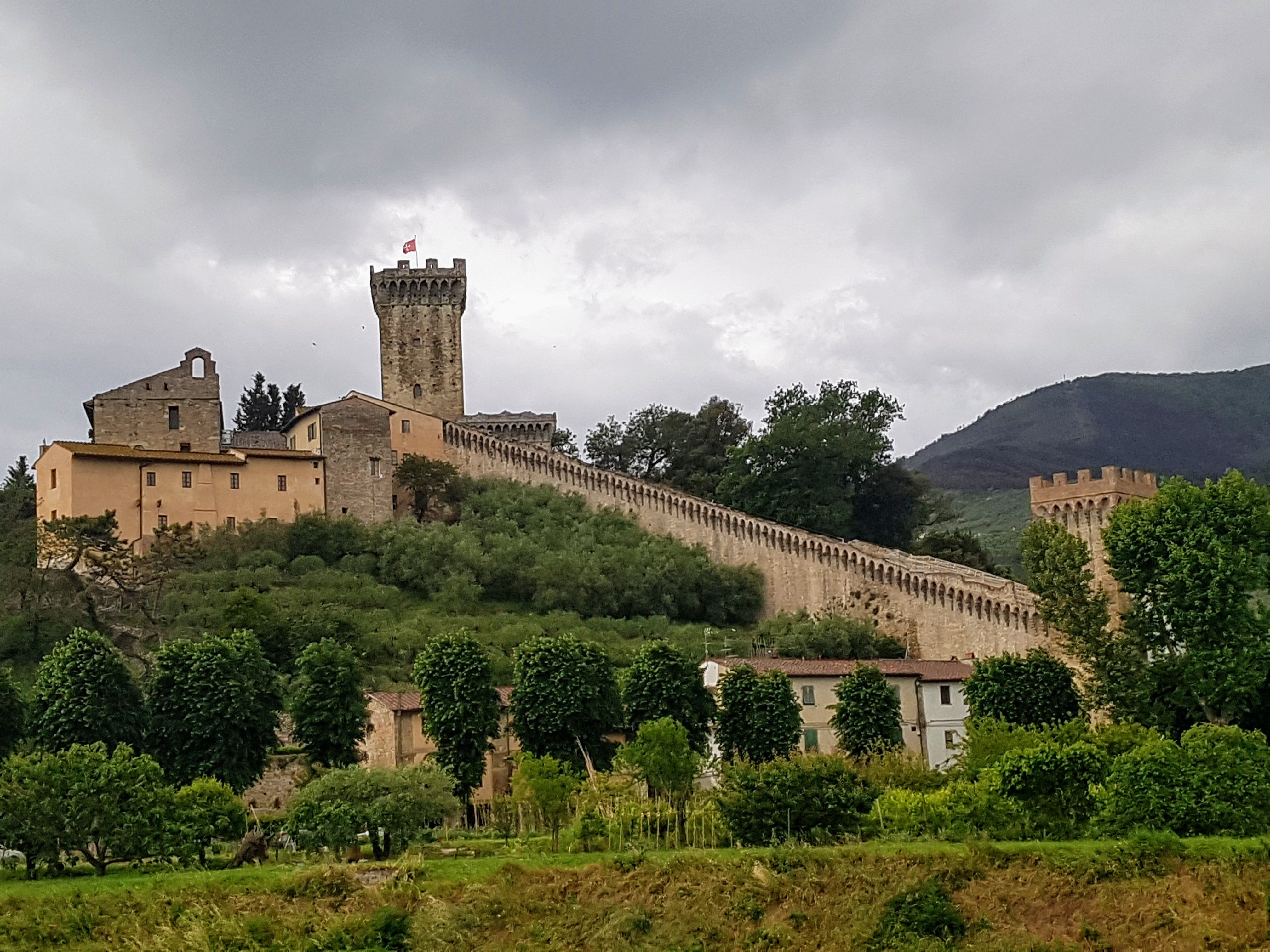
Vista complessiva della rocca con la torre del soccorso
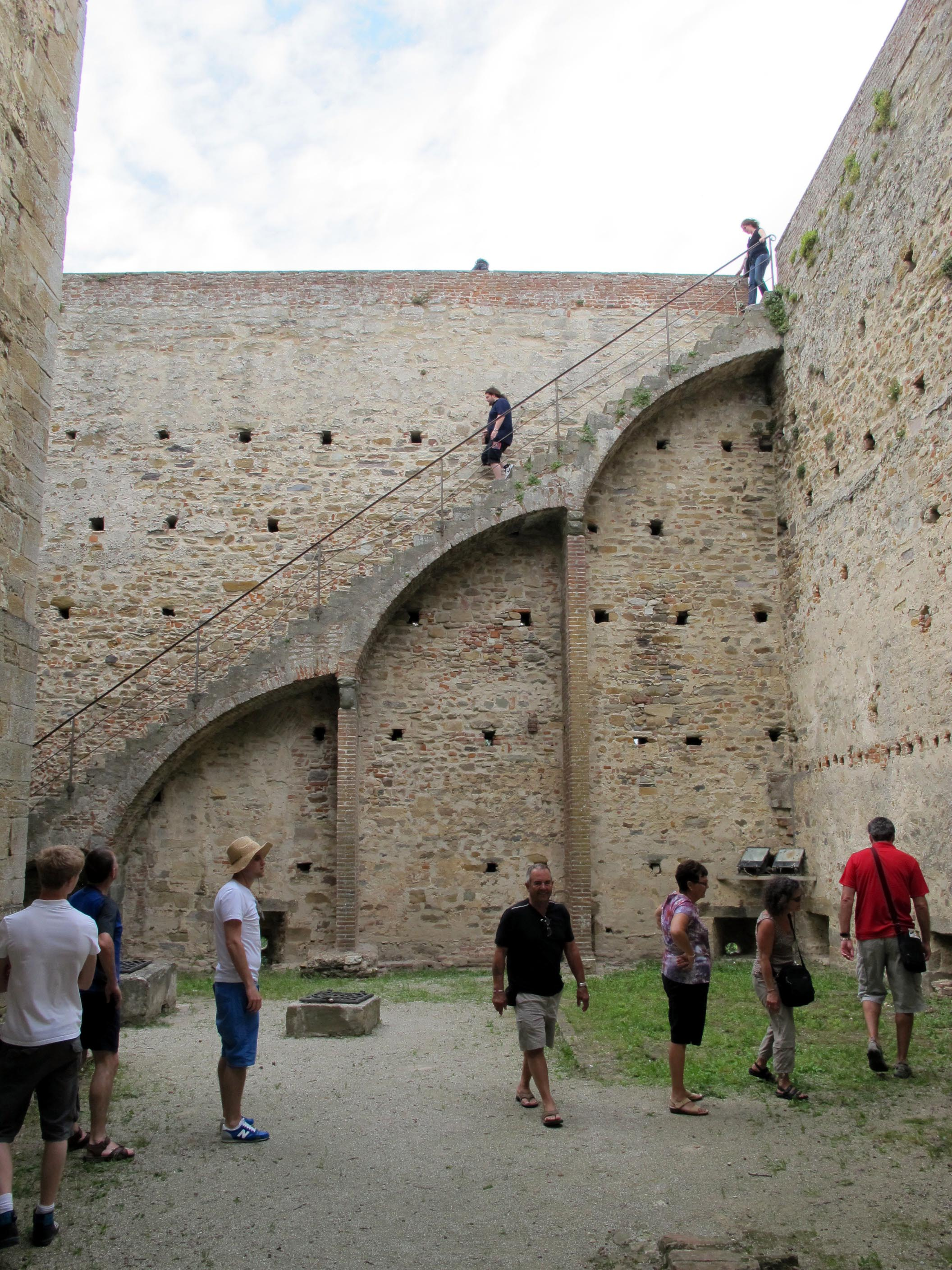
Interno della fortificazione della rocca